# Бучје (Челић)
Бучје је насељено мјесто у општини Челић, Босна и Херцеговина.

## Историја
До рата је ово насеље било у саставу општине Лопаре.

## Становништво
|             | 2013.        | 1991.        |
| Укупно      | 192 (100,0%) | 214 (100,0%) |
| Хрвати      | 185 (96,35%) | 184 (85,98%) |
| Бошњаци     | 5 (2,604%)   | 4 (1,869%)1  |
| Срби        | 2 (1,042%)   | 16 (7,477%)  |
| Југословени | –            | 5 (2,336%)   |
| Остали      | –            | 5 (2,336%)   |

1. 1 На пописима од 1971. до 1991. Бошњаци су пописивани углавном као Муслимани.